# 東急巴士

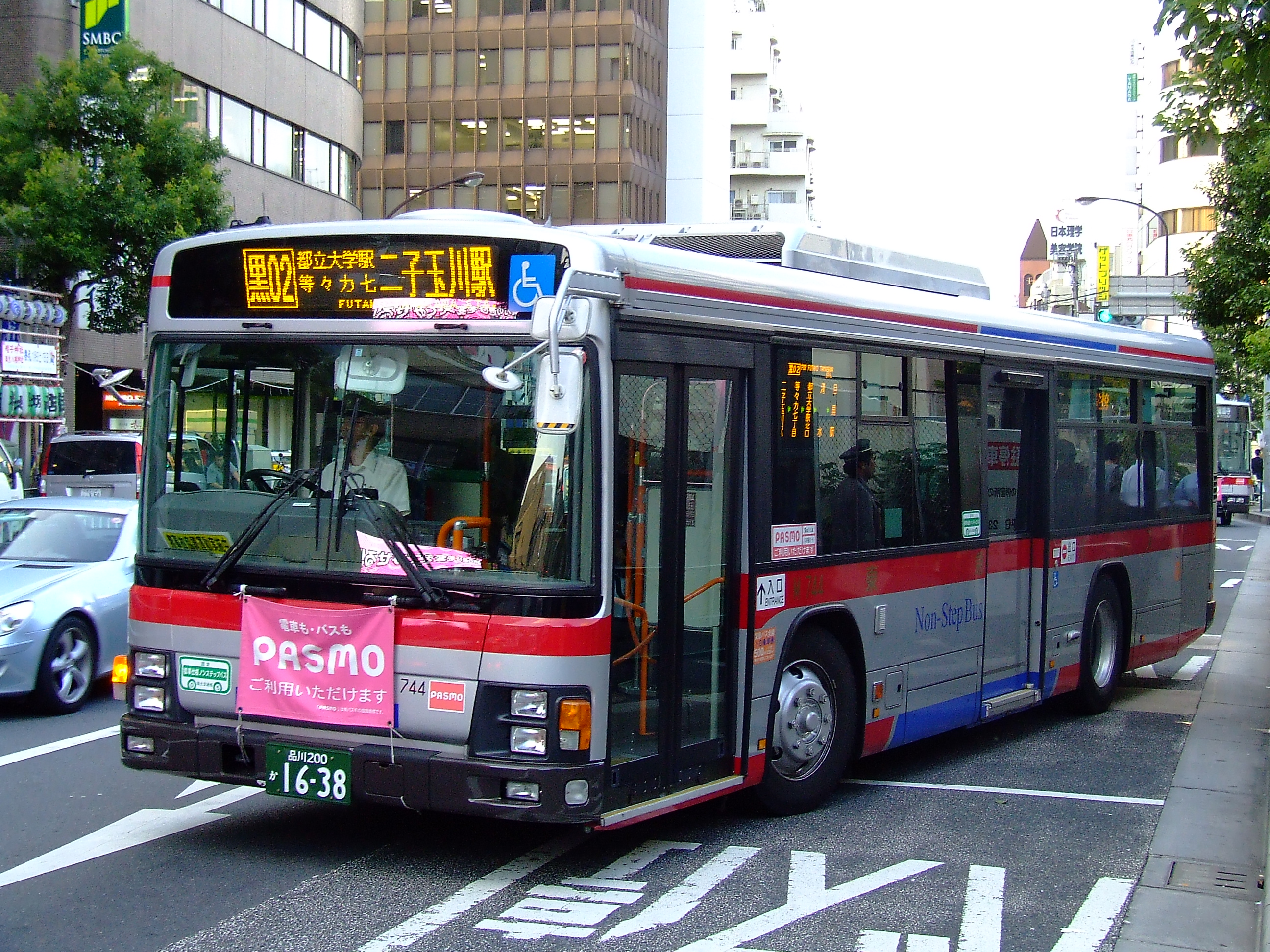
一般路線巴士

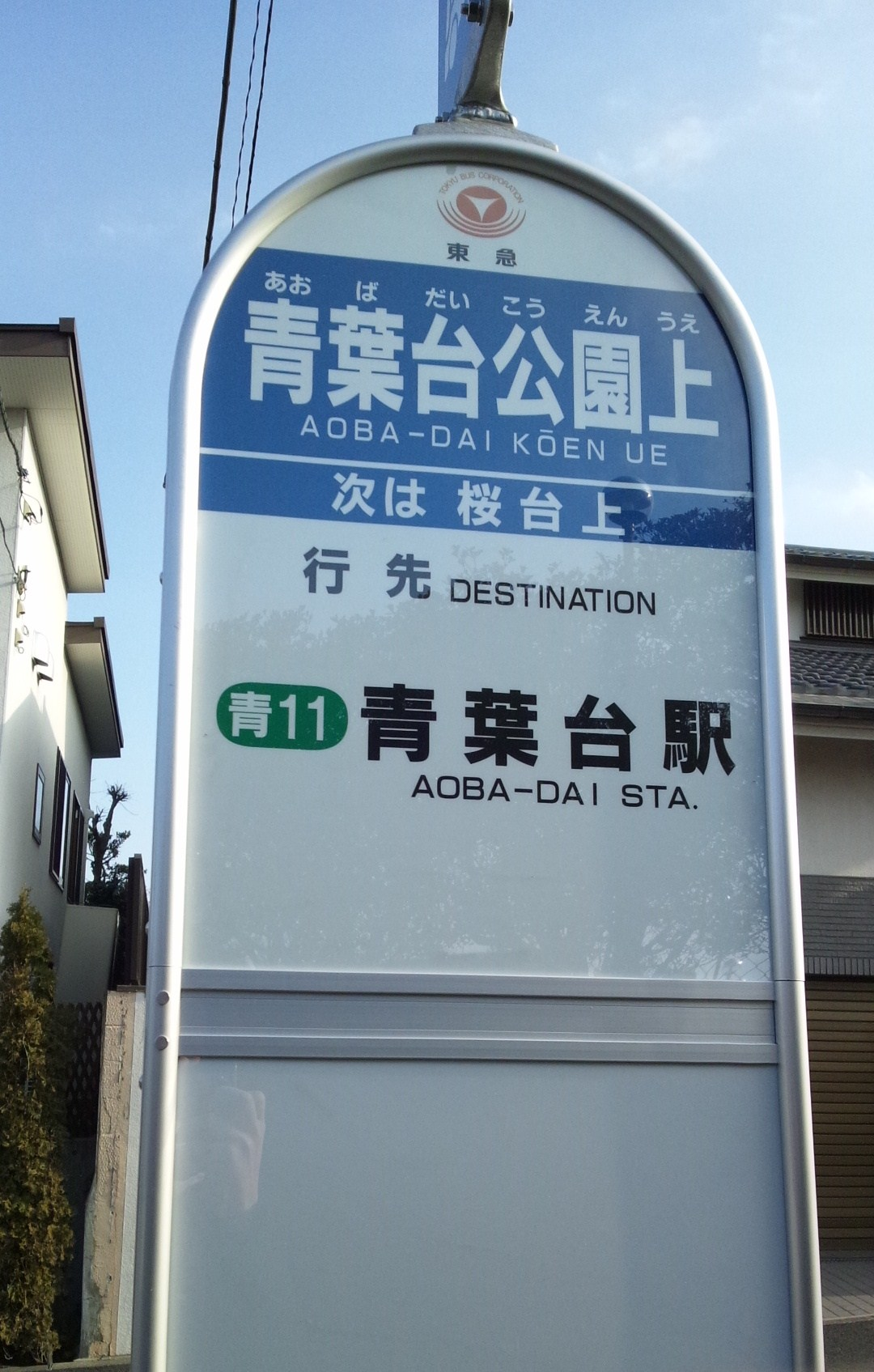
巴士站 (青葉台營業所管轄)

東急巴士株式會社（日语：／）是以日本東京都城南地域、川崎市、橫濱市北部為中心的東急集團子公司，在1991年5月由東京急行電鐵巴士部門獨立成立，同年10月開始營業。總部在目黑區東山三丁目。
路線巴士事業包括一般路線巴士、深夜急行巴士、空港直通巴士。都市間高速路線（長距離夜行高速巴士）因收支狀況惡化在1998年全面退出。出租巴士事業在1994年以後規模逐漸縮小，現在是公司的小型營業項目。
東急巴士是關東大手私鐵系巴士公司中唯一全路線採取先付費，也沒有使用整理券的運行模式。

## 沿革
東京急行電鐵前身是1922年設立的目黑蒲田電鐵。

### 目黑蒲田電鐵的巴士事業
目黑蒲田電鐵的巴士事業始於1929年（昭和4年），第一條路線是同年6月25日通車的大井町線。大井町線以大井町站為起點的西行路線，最初的終點有荏原町車庫前與東洗足兩種說法。這是因為東急發行的公司史有兩種說法，導致判斷困難。不過，兩種路線都是沿著大井町線鐵路，以保護其路線的擁有權。
目黑蒲田電鐵之後擴張小山、自由之丘、等等力、下丸子等巴士路線，1933年（昭和8年）成立巴士事業子公司目蒲乘合。1932年（昭和7年）開業的大森乘合自動車也在不久後併入目蒲乘合。

#### 池上電氣鐵道及周邊業者的合併、收購

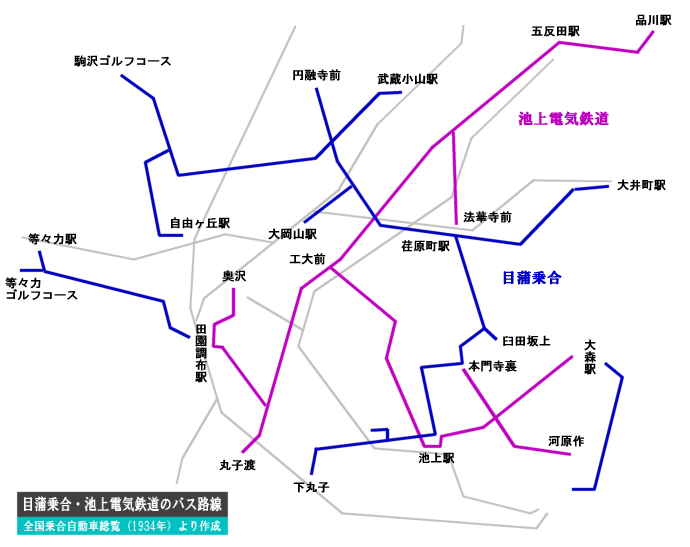
目蒲乘合與池上電氣鐵道的巴士路線

1934年（昭和9年），目黑蒲田電鐵合併池上電氣鐵道，並接手其巴士事業。池上電氣鐵道在1927年開始營運中原街道的五反田站 - 中延之間的巴士路線，之後兩端分別沿伸至丸子渡與品川站，接著開通數條支線。1930年（昭和5年）池上通的大森 - 池上路線通車，1932年池上 - 雪谷區間開通，連結中原街道與池上通。這些路線由池上、中延兩車庫營運。
目蒲電鐵接手舊池上電鐵巴士後，仍分別經營原有路線，但為了統整重疊區間路線，3年後的1937年（昭和12年）以目蒲路線為主體進行整合。
同年，目蒲電鐵合併玉川電氣鐵道旗下的兩間巴士業者，分別是以東京市目黑區（舊碑衾町）為據點、經營目黑通周邊路線的目黑自動車運輸，與東京市芝區國鐵田町站往芝浦周邊的芝浦乘合自動車。此外，1939年（昭和14年）併購擁有大井周邊路線的城南乘合自動車。

### 舊東京橫濱電鐵的巴士事業
舊東京橫濱電鐵與目黑蒲田電鐵一樣在1929年（昭和4年）開始經營巴士事業。最初路線是東神奈川 - 六角橋 - 綱島間，與東神奈川 - 六角橋 - 川和間由神奈川自動車轉讓的路線，前者是行經與現在的東橫線平行的舊綱島街道。但因業績不佳，轉讓給子公司東橫計程車（現神奈川都市交通）。

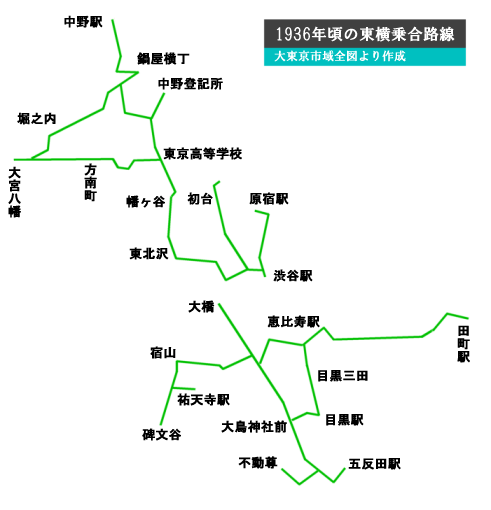
1936年左右的東橫乘合路線

在取得都內大橋 - 大鳥神公司前間的營運執照後轉讓給旗下的東橫乘合營運。東橫乘合是由營運惠比壽、田町路線的惠比壽乘合自動車，與同公司營運澀谷、中野路線的代代木乘合自動車合併成立。
東橫乘合之後受到經濟大蕭條的影響業績惡化，決定積極擴張路線。1932年收購擁有杉並大宮八幡至井之頭、武藏小金井人見街道周邊路線的城西自動車商會。但是此路線營運不佳，之後轉讓給帝都電鐵。
為了進一步活化事業，東橫決定進行直營化整合。1933年（昭和8年），東京橫濱電鐵接收東橫計程車路線並收購溝之口乘合自動車（鶴屋商會）路線，再度直營神奈川縣內巴士事業。1936年，僅剩出租巴士、計程車業的東橫計程車，與擁有中野、練馬路線的東京橫濱電鐵子公司大正自動車併入東橫乘合，接著東京橫濱電鐵吸收東橫乘合，直營化整合完成。

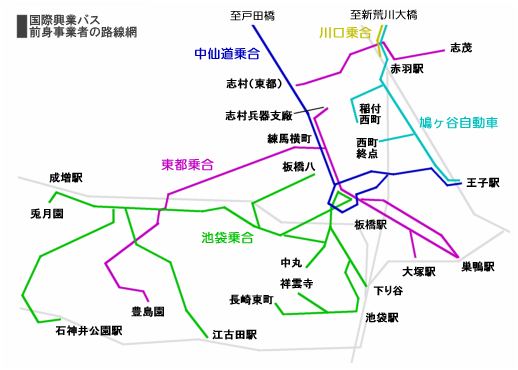
1936年左右國際興業巴士前身事業者的路線網

同一時間，東橫電鐵還收購了營業新宿至中野的關東乘合自動車（現關東巴士）與東京城北地區的中仙道乘合自動車、池袋乘合自動車。

#### 日本興業的路線繼承與玉川電氣軌道的合併
之後，東京橫濱電鐵與旗下的玉川電氣鐵道合併。1937年，吸收同公司的子公司日本興業巴士路線。此路線自澀谷站南口，行經紅十字醫院（現日紅醫療中心）至代官山、惠比壽前，通稱為「山手巴士」。
1938年，繼承玉川電氣鐵道的巴士事業。玉川電氣鐵道早在1927年就開始經營與軌道線並行的澀谷 - 新町路線。之後，1929年與擁有淡島通周邊路線的日東乘合自動車合併，1931年從八木哲接收世田谷通上的三軒茶屋 - 調布（國領附近）間路線，1932年再接收神奈川縣內的路線。與東京橫濱電鐵合併時的路網包括了澀谷、廣尾至世田谷、調布，與神奈川縣柿生、中山、勝田周邊等。
順帶一提，玉川電鐵也出資國際興業巴士前身的東都乘合自動車。因此，東都乘合也屬東橫電鐵系列。

### 東橫、目蒲合併－大東急
1939年（昭和14年）10月1日，目黑蒲田電鐵與東京橫濱電鐵合併，當時經營路線除了現在的東急巴士路線，還包括山手線內與芝浦地區、中野、練馬等路線。

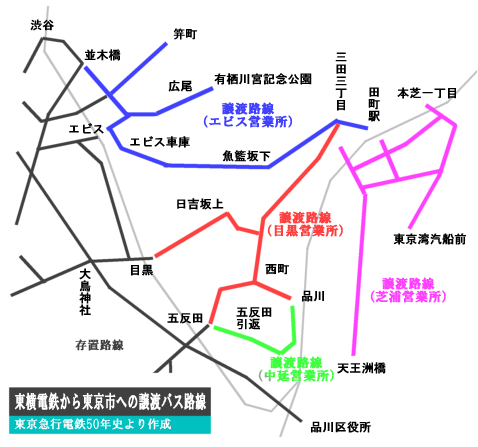
東急轉讓給東京市的巴士路線

之後，戰時公布的陸上交通事業調整法命令調整舊東京市內的巴士路線，1942年（昭和17年）2月1日，部分路線轉讓給東京市電氣局（現東京都交通局）。
在戰時的控制下，東京橫濱電鐵繼續與周邊業者整合，同年5月1日，與京濱電氣鐵道、小田急電鐵合併，公司更名為東京急行電鐵。同日吸收城南乘合自動車路線。除了3間公司的巴士事業，還接手了京濱電鐵擁有的川崎鶴見臨港巴士。同年12月，吸收東京市蒲田區（現大田區）為據點的舊京濱電鐵系梅森蒲田自動車。
1944年（昭和19年）與京王電氣軌道合併，中仙道乘合、鳩谷自動車與東都乘合合流。神奈川縣中西部的東海道乘合自動車、藤澤自動車、伊勢原自動車相繼收入大東急旗下，最後合併為神奈川中央乘合自動車（現神奈川中央交通）。同年東急收購府中乘合自動車商會路線。此時，大東急本體、關東乘合、東都乘合；神奈川中央乘合4公司組成了涵蓋東京都、神奈川縣、埼玉縣的巨大巴士集團。
但是此時因物資不足，常被迫暫停路線或使用代燃車。

### 戰後的復甦
終戰時，暫停的巴士路線高達七成，戰後車輛與燃料依然不足。為此，大森站 - 池上站間導入電動車，神奈川縣內部分路線委託由橫濱市營運。
另一方面，大東急也開始新設路線，1947年在GHQ指導下，開始與都營巴士都心直通路線相互轉乘。都心直通路線以駒澤、都立高校、洗足池三座東急鐵路車站為起點，之後也擴展到小田急線與京王線車站。
之後，東京站 - 橫濱站間，澀谷站 - 江之島間的長距離路線陸續開業，1953年所有休止路線重開。
此時，都營巴士與京急巴士等曾使用超大型的拖車巴士。但在1950年（昭和25年），京濱急行的拖車巴士大火造成多人死傷後，東急停止使用拖車巴士。

### 大東急解體與東都乘合、關東乘合脫離東急集團
1946年（昭和21年），東都乘合賣給受小佐野賢治所率領的第一商會（現國際興業），脫離大東急集團。
1948年（昭和23年），小田急電鐵、京濱急行電鐵、京王帝都電鐵（現京王電鐵）分離，「大東急」時代宣告結束。巴士事業一部分轉讓給京急、京王，此時兩公司經營路線與其舊時代有所差異。
京急擁有東京都大田區的國鐵東海道線周邊路線，並接手東側來自東橫電鐵的鬼足袋線，西側來自梅森蒲田自動車的六鄉線由東急接手。川崎市國鐵東海道線南側停止運行的川崎住宅地線轉讓給京急，在未能重新營業的情況下轉給旗下的川崎鶴見臨港巴士。
管理不穩的京王擁有京王線以北的中野營業所、大正營業所轄下多數路線，並獲得東急擁有的關東乘合。但是來自大東急的關東乘合董事長柏村毅在分離後持有一定股份，因此關東乘合雖然為京王集團，實際上仍是東急的衛星企業。
關 於舊小田急電鐵路線，城西自動車商會→東橫乘合→帝都電鐵經營的三鷹線歸屬京王，休止中的相武台線歸屬小田急。但是，相武台線未能重新營業，之後廢止。相 武台線地區由京急的川崎住宅線與小田急旗下的神奈川中央交通接手。相反的，舊京王電氣軌道路線中，京王線以南的千歳烏山 - 祖師谷大藏區間由東急繼承，1952年轉讓給小田急巴士。

### 昭和30年代以後
昭和30年代，為了因應郊外世田谷區，目黑區，橫濱市等路線的延伸，營業所陸續設立。在東京站與都營共管的幹線可至大田、品川、目黑、世田谷各區，新宿站也有與都營共管的路線。
另一方面，積極與其他民營巴士共同運行，並與從國際興業轉入小田急集團的小田急巴士共同運行。
此時，對京王與京急的影響力依然持續，多條澀谷區北部路線轉讓京王後，來自舊代代木乘合的初台線由東急長期獨占，另還有聯營路線往東急與京王共管的新宿站。京急方面，兩者共管大井競馬場線，1958年（昭和33年）羽田機場 - 田園調布線開通，再次進入大田區東部的京急巴士地盤。
1966年（昭和41年），東急田園都市線的溝之口 - 長津田區間通車。東急電鐵巴士正式進入橫濱市營與神奈中穩定經營的橫濱市綠區（現青葉區）田園都市線沿線，集中投入經營資源在鐵道站與住宅地的連結路線，成為多摩田園都市發展的基礎。另外，與橫濱市營一同進入神奈中獨營的中山線，東急、市營、神奈中的3公司共管路線誕生。之後與橫濱市營巴士、小田急巴士的共管路線增加，也開始運行與神奈中的共管路線。接著藉由1983年（昭和58年）的十日市場線進入橫濱市旭區。
川崎市內，與高津區、宮前區、中原區為中心的川崎市巴士合作發展站間連絡與住宅區運送的路線，也組成聯營路線。另一方面，東橫線以東由川崎市巴士與川崎鶴見臨港巴士經營大多數路線，東急巴士運行路線僅有崎線、鹿島田線與駒岡線等。
作為都心新通勤路線，首都高速道路路線開通。1968年（昭和43年）環七通開通，與都營共管的環七線誕生，再次進入東京都中野區、杉並區。1969年（昭和44年）玉川線廢止，澀谷 - 二子玉川間的替代路線開始營運，直到1977年（昭和52年）新玉川線（現田園都市線）通車為止。
但是，昭和40年代半起，運輸量逐漸減少，都內新鐵路開通與交通堵塞使得情況更加惡化。共同運行的都營巴士籌劃重組計畫。昭和50年代，都心直通路線以國鐵山手線為界進行大幅修正，東京站直通路線僅剩自由之丘線，宣告退出東京都中央區。此外澀谷 - 調布線與二子玉川 - 調布線由小田急獨營，退出東京都狛江市、調布市。加上環七線截至新代田站，退出中野、杉並、新宿3區。
來自舊池上電鐵的中延、駒澤，與部分都內營業所廢止。作為替代的是青葉台與虹丘等新營業所成立，加強急速發展的神奈川縣內據點。

### 東急巴士設立
1988年（昭和63年），東急電鐵因應長距離巴士浪潮，第一條正式的都市間高速巴士『銀河酒田線』開始運行。
1990年（平成2年），以深夜終電後，從澀谷往鐵路沿線乘客為目標的深夜急行巴士『午夜箭號青葉台線』開始運行，積極拓展事業。
但是，此時東急電鐵的巴士事業一度陷入虧損狀態。1991年（平成3年），完全子公司東急巴士株式公司設立，事業移轉。巴士部門因此轉虧為盈。

### 公營各局重組
自東急電鐵交通事業部獨立的東急巴士，收益穩定，但仍對各路線進行檢討以因應時代的變化。
2002年（平成14年），當選橫濱市長的中田宏開始進行市營巴士事業優化。他以維持公營企業營運為前提，提出轉讓部分路線給民間企業等大膽政策。
東急巴士在2006年（平成18年）接手43系統，2007年（平成19年）再接手3系統、118系統，但之中的川和線必須廢止部分區間。結果東急巴士退出舊神奈川自動車的傳統地域橫濱市神奈川區、西區。JR橫濱站西口的定期路線廢除。
川崎市巴士轉讓溝03系統與向01系統給東急巴士，2007年因JR川崎站改動乘車處，退出川崎市川崎區。
2013年（平成25年）3月31日，都營退出兩者共管的最後一條路線自由之丘線，4月1日由東急巴士單獨營運。同時，都營也廢除環七線上與東急的重複區間（此時都營巴士退出目黑區，是東京23區唯一沒有都營巴士的特別區）。

### 年譜
- 1929年3月17日 東京橫濱電鐵取得神奈川自動車的東神奈川 - 川和間，六角橋 - 綱島等路線，巴士事業開業。
- 1929年6月1日 東京橫濱電鐵巴士事業轉讓給東橫計程車（5月東京橫濱電鐵全額出資設立的子公司。現在的神奈川都市交通（日语：神奈川都市交通）前身）。
- 1929年6月25日 目黑蒲田電鐵大井町站 - 荏原町車庫前（也有說是東洗足）間開業。
- 1929年8月 東京橫濱電鐵收購惠比壽乘合自動車（1923年設立。田町站 - 白金三光町 - 惠比壽站間。現在的都營巴士路線。）與代代木乘合自動車（1920年設立。澀谷站 - 幡谷 - 中野站間等）。
- 1929年11月21日 惠比壽乘合自動車與代代木乘合自動車合併，改稱東橫乘合。
- 1932年2月 目黑蒲田電鐵收購大森乘合自動車（未開業。大森站 - 梅屋敷通。現在的京濱急行巴士路線。），4月25日開業。
- 1932年12月8日 東橫乘合收購城西乘合自動車商會（大宮八幡公園 - 牟禮 - 武藏小金井間。現在京王巴士東路線）。
- 1933年2月 東京橫濱電鐵收購溝之口乘合自動車（古家達三經營。川崎站 - 溝之口間等）。
- 1933年6月1日 目黑蒲田電鐵將巴士事業轉讓給目蒲乘合（2月目黑蒲田電鐵全額出資設立）。
- 1933年6月1日 東京橫濱電鐵直營東橫計程車的巴士事業。
- 1933年8月1日 目蒲乘合、大森乘合自動車合併。
- 1934年]10月1日 目黑蒲田電鐵、池上電氣鐵道合併，繼承同公司巴士路線（1927年9月開業。品川站 - 五反田站 - 中延間等）。
- 1935年4月8日 東橫乘合將舊城西乘合自動車商會路線轉讓給帝都電鐵。
- 1935年7月26日 東京橫濱電鐵收購大正自動車（1929年5月設立。兒玉衛一經營。中野坂上 - 中野站 - 沼袋 - 練馬站間等。現在京王巴士東路線。）。
- 1935年6月1日 東橫乘合合併大正自動車與東橫計程車。接手東橫計程車觀光巴士事業。
- 1936年11月1日 東京橫濱電鐵與東橫乘合合併，統一巴士事業。
- 1937年6月1日 目黑蒲田電鐵接收目蒲乘合巴士事業，統一巴士事業。
- 1937年12月1日 目黑蒲田電鐵、目黑自動車運輸（1923年4月開業。玉川電氣鐵道旗下。田町站 - 高輪警察署前 - 日吉坂上 - 目黑站 - 自由之丘間等）與芝浦乘合自動車（1930年1月設立。玉川電氣鐵道旗下。田町站 - 天王洲橋間等）合併。
- 1937年6月1日 東京橫濱電鐵接手日本興業（通稱山手巴士。玉川電氣鐵道旗下。澀谷站南口 - 赤十字病院前間他）路線。
- 1938年4月1日 東京橫濱電鐵、玉川電氣鐵道合併，接手同公司巴士路線（澀谷站 - 溝之口 - 荏田 - 長津田間等）。
- 1939年6月16日 目黑蒲田電鐵收購城南乘合自動車（大井町站 - 立會川 - 現在西大井站周邊）。
- 1939年10月1日 目黑蒲田電鐵與東京橫濱電鐵合併。
- 1939年10月16日 目黑蒲田電鐵改稱東京橫濱電鐵。
- 1942年2月1日 依陸上交通事業調整法（日语：陸上交通事業調整法），山手線以內的路線轉讓給東京市。
- 1942年5月1日 京濱電氣鐵道、小田急電鐵合併，改稱東京急行電鐵。繼承兩公司巴士事業。
- 1942年5月1日 吸收城南乘合自動車巴士事業。
- 1942年12月 吸收梅森蒲田自動車（舊京濱電氣鐵道系。蒲田站 - 六郷土手間等）巴士事業。
- 1944年5月31日 與京王電氣軌道合併，繼承同公司巴士事業。
- 1944年8月1日 收購府中乘合自動車商會（現在京王巴士中央路線），同時吸收其巴士事業。
- 1947年6月25日 與東京都交通局達成協議，駒澤 - 築地間，洗足站 - 東京站間，都立高校（現在都立大學站） - 東京站間的三條路線實施都心相互轉乘。
- 1947年7月11日 與橫濱市交通局簽署臨時運轉契約，8月1日起東神奈川 - 川和間，8月16日起橫濱站 - 杉田間（現在京濱急行巴士路線）由橫濱市營巴士代理運行。
- 1947年9月13日 大森站 - 池上站間導入電氣巴士。
- 1948年5月26日 轉讓觀光巴士營業權給日本遊覧自動車（現在日本交通觀光巴士（日语：日本交通 (東京都)））。
- 1948年6月1日 京王帝都電鐵（現在的京王電鐵）分割出小田急電鐵、京濱急行電鐵。京王線以北的巴士路線轉讓給京王，東海道線以南的巴士路線轉讓給京急。
- 1953年7月22日 再次跨入觀光巴士事業。
- 1954年6月26日 與江之島鎌倉觀光（現在的江之島電鐵）共同運行，澀谷站 - 江之島間的江之島線開始運行。
- 1961年4月15日 大森站 - 馬込循環線開始一人控制。
- 1961年7月1日 澀谷站 - 長野站間的長距離巴士長野線（日语：東京 - 長野線）開始運行。
- 1966年4月 行經第三京濱道路（日语：第三京浜道路）的澀谷站 - 橫濱站西口間開始運行。江之島線也改經由第三京濱。
- 1967年12月25日 行經首都高速3號澀谷線的高速通勤巴士，櫻新町 - 東京站南口間開始運行。
- 1971年6月30日 長野線廢止。
- 1973年6月 公共巴士全車一人控制化。
- 1974年 江之島線廢止。
- 1975年12月24日 特約巴士「東急Coach」自由丘站 - 駒澤間開始運行。
- 1982年 行經第三京濱的京濱線（二子玉川園站 - 橫濱站西口間）廢止。
- 1987年5月16日 停止高速通勤巴士運行。
- 1988年10月25日 夜間高速巴士「銀河」澀谷站 - 和歌山站間（和歌山線）與澀谷站至鶴岡（日语：阪急阪神ホテルズ）、酒田間（酒田線）開始運行。
- 1989年7月3日 深夜急行巴士「午夜箭號」澀谷站 - 青葉台站]間開始運行。
- 1991年5月21日 東急巴士株式公司設立。繼承東京急行電鐵巴士事業。
- 1991年10月1日 東急巴士營業開始。
- 1998年4月1日 東急TRANSSÉS（東急トランセ）設立。
- 1998年9月30日 退出夜間高速巴士。
- 1998年10月1日 羽田空港連絡巴士、多摩廣場站 - 羽田空港間開始運行。
- 2001年3月1日 東急Coach特約巴士運行廢止，轉為一般路線巴士。（東急Coach名稱繼續使用。）
- 2003年4月16日 成田機場連絡巴士、新百合丘站 - 多摩廣場站 - 成田空港間開始運行。
- 2005年12月1日 電腦、手機可查閱的東急巴士資訊（部分路線除外）導入全部路線巴士。
- 2006年11月16日 川和線市03系統（市尾站 - 橫濱站西口）區間廢止（又口橋 - 橫濱站西口廢止），東急巴士退出橫濱站西口。
- 2007年7月12日 中心北、中心南 - 羽田機廠間開始運行。
- 2008年3月30日 隨著橫濱市營地下鐵綠線開業，重編日吉站、綱島站、港北新市鎮發車路線。
- 2008年7月18日 中山站、中心南 - 成田空港間開始運行。
- 2008年9月8日 總公司事務所從目黑區大橋一丁目移往目黑區東山三丁目的東急池尻大橋大樓。
- 2009年4月24日 二子玉川站 - 羽田空港間開始運行。
- 2010年9月30日 川崎營業所結束營業。
- 2011年3月16日 武藏小杉站（橫須賀線口）- 羽田空港間開始運行。
- 2011年11月1日 通勤高速巴士「TOKYU E-Liner」虹丘營業所→澀谷站間開始運行。
- 2012年11月1日 深夜急行巴士　澀谷站→宮前平站　開始運行。
- 2013年3月1日　青11　青葉台站→桜台上（循環）→青葉台站　開始運行。
- 2013年3月31日 自由之丘線東98系統（東京站丸之內南口 - 等等力操車所）解除與都營巴士的共同運行（都營巴士撤退），東急巴士獨營，結束1947年以來與東京都交通局長達66年的共同運行。

## 營業所
- 淡島營業所 (A) 東京都世田谷區三宿二丁目39-1
- 下馬營業所 (SI) 東京都世田谷區下馬一丁目3-2
- 東急巴士弦卷營業所 (T) 東京都世田谷區弦卷四丁目29-23
- 瀨田營業所 (S) 東京都世田谷區上野毛四丁目38-3
- 目黑營業所 (M) 東京都目黑區目黑本町一丁目14-18
- 荏原營業所 (E) 東京都品川區二葉四丁目27-1
- 池上營業所 (I) 東京都大田區中央七丁目1-1
- 高津營業所 (TA) 川崎市高津區溝口五丁目14-1
- 新羽營業所 (NI) 橫濱市港北區新羽町1927
- 青葉台營業所 (AO) 橫濱市青葉區皐月丘7
- 虹丘營業所 (NJ) 川崎市麻生區王禪寺963-8
- 東山田營業所 (H) 橫濱市都筑區東山田四丁目35-1

### 廢止營業所
- 不動前營業所　(3100)
- 中延營業所  (N)
- 駒澤營業所 (K)
- 日吉營業所 (H)
- 大橋營業所 (O)
- 川崎營業所 (KA)

## 關連項目
- 東京都
- 澀谷區
- 目黑區
- 世田谷區
- 品川區
- 大田區
- 川崎市
- 橫濱市
- 東急東橫線
- 東急田園都市線
- 小田急小田原線

## 外部連結
- 東急巴士 （页面存档备份，存于）
- 東急TRANSSÉS （页面存档备份，存于）